# The Seafarers
The Seafarers ist ein 30 Minuten langer, farbiger Dokumentarfilm, den Stanley Kubrick 1953 im Auftrag der New Yorker Seefahrergewerkschaft SIU drehte. Es handelt sich dabei um Kubricks vierten Film und dritten Kurzdokumentarfilm dieser Art.
Der Film sollte Seeleute zum Eintritt animieren und stellte die Vorteile dar, die man als Mitglied bei dieser Gewerkschaft genießen konnte. Er war mehrere Jahrzehnte lang verschollen und findet heute hauptsächlich als Dokument der künstlerischen Entwicklung Kubricks Beachtung.

## Handlung
Die Dokumentation beginnt mit Aufnahmen von Schiffen im Hafen. Der Erzähler Dan Hollenbeck berichtet über die Bedeutung und die Arbeit der Seefahrer und die Bedeutung ihrer Gewerkschaft SIU, die weltweit für sie da ist. Die aufwendige Arbeit, den Kontakt zu den Schiffen auf dem Meer zu halten, wird gezeigt, ebenso die Versorgung der Heimkehrer und der Hafenarbeiter in der Kantine, sowie die Möglichkeiten der Freizeitgestaltung der Seefahrer nach der Heimkehr bis zum erneuten Auslaufen ihres Schiffes, die ihnen im Hauptquartier der Gewerkschaft angeboten werden. Weitere Aufnahmen von Schiffen, Maschinen, einer Kantine und einem Gewerkschaftstreffen untermalen den Bericht.

## Hintergrund
Der Film wurde in Farbe gedreht und von Mitarbeitern des Gewerkschaftsmagazins The Seafarers Log betreut. Für die Cafeteriaszene im Film wählte Kubrick einen lange, seitlich schießende Kamerafahrt, um das Leben der Seemannsgemeinschaft zu zeigen. Diese Art der Aufnahme ist eine frühe Anwendung dieser Technik, die Kubrick auch in seinen Spielfilmen verwendet hat. Eine weitere Einstellung dieser Art besteht aus einer Gruppe von Seeleuten, die von einem schattigen Bereich zu einem sonnenbeschienenen Raum über den Bildschirm laufen, während sie sich der SIU Union Hall nähern.
Der Film wurde 1973 von dem Filmwissenschaftler und Filmemacher Frank P. Tomasulo „entdeckt“, der dafür sorgte, dass eine 16-mm-Kopie des Dokumentarfilms in der ständigen Sammlung der Motion Picture Division der Library of Congress hinterlegt wurde.
The Seafarers wurde 2008 mit einem Audiokommentar der Regisseure Roger Avary und Keith Gordon sowie einem Interview mit einer von Kubricks Töchtern auf DVD veröffentlicht.
Der Kurzfilm ist auch als Extra auf der 2012er Veröffentlichung von Kubricks erstem Film Fear and Desire erhältlich.